# Adams-Stokes syndrom
Adams-Stokes syndrom, medvetslöshet som uppträder anfallsvis hos hjärtsjuka med förlångsammad hjärtverksamhet. Medvetslösheten inträder om tidsavståndet mellan två hjärtslag blir alltför långt så att hjärnan inte får den nödvändiga syretillförseln. Se även eget avsnitt i artikeln om arytmier.